# Rowland Gwynne
Sir Rowland Gwynne (* 1659 in Llanelwedd; † 24. Januar 1726 in Southwark) war ein englisch-walisischer Adliger und Politiker.

## Leben
Er war Gutsherr von Llanelwedd in Radnorshire, Wales. 1674 schrieb er sich zum Studium am St John’s College der University of Oxford ein, 1679 bei der Anwaltskammer Gray’s Inn. Am 28. Mai 1680 wurde er zum Knight Bachelor geschlagen.
Gwynne war als Whig-Politiker mehrfach Abgeordneter im englischen House of Commons, nämlich von 1679 bis 1681 und 1689 bis 1690 als Knight of the Shire für Radnorshire, von 1690 bis 1695 als Knight of the Shire für Brecknockshire, von 1695 bis 1698 als Burgess für das Borough Bere Alston in Devon und von 1698 bis 1702 erneut als Knight of the Shire für Brecknockshire. Als er 1702 nicht wiedergewählt wurde, zog er sich aus der Politik zurück.
Um 1701 lebte Gwynne bereits einige Jahre in Hannover, zugleich die Residenzstadt des seinerzeitigen Kurfürstentums Hannover als der ebenfalls dort lebende Philosoph Gottfried Wilhelm Leibniz zur Unterstreichung der Erbschaftsansprüche der Kurfürstin Sophie von der Pfalz auf die Thronfolge der Britischen Monarchie einen offenen Brief an Lord Stamfort als Flugschrift verfasste, den er jedoch nicht selbst unterschrieb, sondern von dem Engländer Rowland Gwynne unterschreiben und anschließend in Holland drucken ließ.
Der von Engländern dann als „Pamphlet“ bezeichnete offene Brief führte in Großbritannien zu einem Skandal; man erwartete eine Bestrafung des scheinbaren Autors durch den kurhannoverschen Hof. Gwynne, der seinem Gastland Hannover lediglich einen Gefallen hatte erweisen wollen, musste das Land sofort verlassen und zog nach Hamburg, wo er – von Geldsorgen geplagt – zunächst „ein jämmerliches Leben“ führen musste. Doch der offene Brief von Leibniz, der sich niemals zu seiner Urheberschaft bekannt hatte, bewog das englische Parlament unter anderem 1706 sowohl zur Verabschiedung des Regentschaftsgesetzes (Act of Regency) sowie des Einbürgerungsgesetzes (Bill of Naturalization) zugunsten von Kurfürstin Sophie. Als nach Sophies Tod ihr Sohn Georg Ludwig als Georg I. 1714 den Thron von England bestieg und damit die 123 Jahre andauernde Personalunion zwischen Großbritannien und Hannover begründete, erinnerte sich der nun britische König an die Verdienste von Rowland Gwynne und ließ diesem eine Pension von jährlich 400 britischen Pfund zukommen. Zu seinem Lebensende hatte er dennoch hohe Schulden und starb 1726 im King’s Bench Prison in Southwark.
Seine Ehe mit Mary Bassett († 1722), Erbtochter des William Bassett, Gutsherr von Broviscan in Glamorgan, blieb kinderlos.